# Prefix
Els prefixos són afixos que es col·loquen davant de la paraula, és a dir, partícules que s'afegeixen a un lexema per formar derivats. La derivació és un fenomen molt ric per crear paraules noves i està present en tots els estadis evolutius de l'idioma. Són menys freqüents que els sufixos, tant al català com entre les diverses llengües.
Molts dels prefixos que s’utilitzen en català venen d'una preposició o d'un adverbi llatí. La majoria no canvia la Categoria gramatical de la paraula, només en modifica el significat, per exemple: fer - desfer, on des- significa "el contrari". El prefix acostuma a escriure's formant un tot amb l'arrel de la paraula primitiva (no derivada) tot i que ha hi ha llengües que separen els seus components morfològics gràficament.